# Pleospora donacina
Pleospora donacina är en svampart som först beskrevs av Elias Fries, och fick sitt nu gällande namn av Niessl 1876. Pleospora donacina ingår i släktet Pleospora och familjen Pleosporaceae.   Inga underarter finns listade i Catalogue of Life.